# ديف دي
ديف دي (بالإنجليزية: Dave Dee)‏ هو مغني ومقدم تلفزيوني وكاتب أغاني بريطاني، ولد في 17 ديسمبر 1941 في سالزبوري في المملكة المتحدة، وتوفي في 9 يناير 2009 في كينغستون ‏ في المملكة المتحدة بسبب سرطان البروستاتا.

## وصلات خارجية
- ديف دي على موقع IMDb (الإنجليزية)
- ديف دي على موقع ميوزك برينز (الإنجليزية)
- ديف دي على موقع ديسكوغز (الإنجليزية)
- ديف دي على موقع ديسكوغز (الإنجليزية)
- ديف دي على موقع قاعدة بيانات الفيلم (الإنجليزية)